# 宋子游
宋子游（そうしゆう、? - 紀元前682年）は、春秋時代の宋の君主（在位前682年）。姓は子、名は游。一説に荘公の子。紀元前682年、南宮万が湣公を蒙沢で殺害し、大夫の仇牧を城門で殴殺した。さらに太宰の華父督を殺害し、游を宋国の君主に立てた。湣公の弟の公子禦説は亳に逃れ、ほかの公子たちは蕭に逃れた。南宮万の弟の南宮牛と猛獲は軍を率いて亳を包囲した。蕭叔大心と宋の公族たちは曹の軍を借りて南宮万を攻撃し、南宮牛を軍中で殺し、游を国都で殺害した。公子禦説（桓公）が擁立され、猛獲は衛に逃れ、南宮万は陳に逃れたが、いずれも送還されて殺害された。